# (36690) 2000 RD7
2000 RD7 (asteroide 36690) é um asteroide da cintura principal. Possui uma excentricidade de 0.13735970 e uma inclinação de 2.36964º.
Este asteroide foi descoberto no dia 1 de setembro de 2000 por LINEAR em Socorro.